# Emisiones
Emisiones son todos los fluidos gaseosos, puros o con sustancias en suspensión; así como toda forma de energía radioactiva, electromagnética o sonora, que emanen como residuos o productos de la actividad humana y o natural (por ejemplo: las plantas emiten CO2)

## Emisión atmosférica

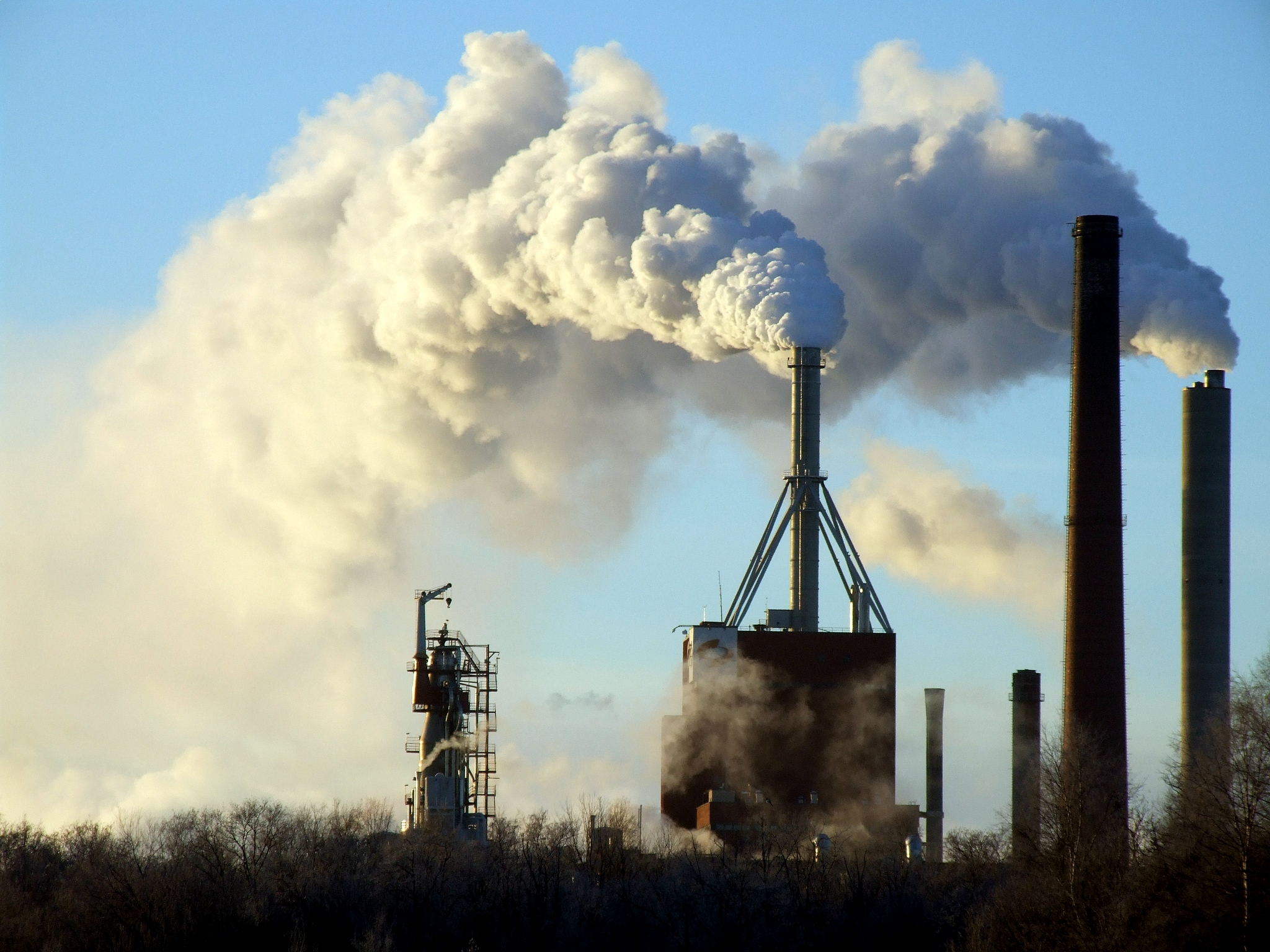
Emisiones atmosféricas de una procesadora de pulpa y papel en Oulu (Finlandia)

Es el vertido de determinadas sustancias a la atmósfera.
Las plantas termoeléctricas son consideradas fuentes importantes de emisiones atmosféricas y pueden afectar la calidad del aire en el área local o regional. La combustión que ocurre en los proyectos termoeléctricos emite dióxido de azufre (SO2), óxidos de nitrógeno (NOx), monóxido de carbono (CO), dióxido de carbono (CO2) y material particulado (que pueden contener metales menores). Las cantidades de cada uno dependerán del tipo y el tamaño de la instalación y del tipo y calidad del combustible, y la manera en que se queme. La dispersión y las concentraciones de estas emisiones, a nivel de la tierra, son el resultado de una interacción compleja de las características físicas de la chimenea de la planta, las cualidades físicas y químicas de las emisiones, las condiciones meteorológicas en el sitio, o cerca del mismo durante el tiempo que se requiere para que las emisiones se trasladen desde la chimenea hasta el receptor a nivel de la tierra, las condiciones topográficas del sitio de la planta y las áreas circundantes, y la naturaleza de los receptores (p.ej., seres humanos, cultivos y vegetación nativa).

## Emisiones de gases contaminantes
La emisión de gases contaminantes se deriva a la combustión de carburantes (carbón y derivados del petróleo) para producir energía por ejemplo como el dióxido de carbono. La presencia de estos gases en la atmósfera favorecen el efecto invernadero y por tanto el calentamiento global de la Tierra.
El efecto invernadero se produce cuando los gases contaminantes de la atmósfera impiden que se escape al exterior la energía que emite la superficie terrestre al calentarse por el sol. La emisión de dióxido de carbono y metano producidos por la actividad humana producen una capa que retiene la radiación reflejada por la superficie terrestre produciendo a escala mundial un efecto similar al observado en un invernadero. La primera consecuencia del efecto invernadero es el calentamiento global y por lo tanto el cambio climático.
El uso de energías renovables limpias como la energía solar, la eólica o la hidráulica no utilizan la combustión para producir energía y por este motivo son una excelente alternativa a las energías contaminantes.

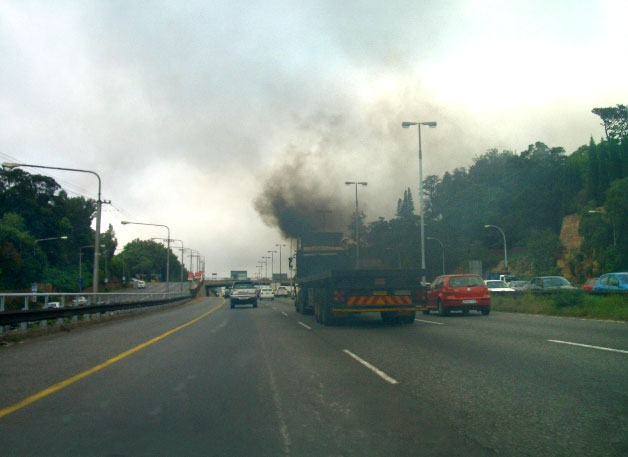
Motores mal regulados provocan emisiones contaminantes.

### Emisiones vehiculares
Emisiones de fuentes móviles referidas al parque automotor. En relación con las emisiones de vehículos acompañamos algunas informaciones referentes al problema que pueden causar en las grandes ciudades y las medidas que se están llevando a cabo para combatirlos.

La otra limpieza de la ciudad

Mantener limpios los centros de las ciudades no es solo recoger los diferentes tipos de basura que puedan acumularse y limpiar las calles diariamente. Mantener limpios los centros de las ciudades implica garantizar una calidad del aire que respiramos al pasear por allí. Para ello, desde las instituciones se han comenzado a proponer y a llevar a cabo diferentes medidas para reducir la contaminación atmosférica en las ciudades, que principalmente está causada por los coches que circulan por ella y que según la Organización Mundial de la Salud causa 80.000 muertes cada año, 3500 en el área metropolitana. Precisamente eso es uno de los principales problemas con los que se están encontrando las administraciones públicas en algunas ciudades españolas: la superación de los límites de contaminación que establece la Unión Europea. El diario El País del 28/1/2011 publicaba: “Barcelona excede los límites legales fijados por la Unión Europea (UE) en partículas contaminantes (PM10) desde que la normativa entró en vigor, en 2005, y el nivel máximo de dióxido de nitrógeno que la ley comunitaria aplica a partir de este año”. Un límite que no cumple tampoco Madrid, y que está establecido en una media anual máxima de dióxido de nitrógeno de 40 microgramos por metro. Esto ha hecho que comiencen a plantearse y a llevarse a cabo medidas que limitan el uso del vehículo privado en ciertas zonas de la ciudad. Estas medidas pueden parecer impopulares, y provocan que gran cantidad de usuarios del coche tengan que buscar alternativas para acceder al centro. Unas alternativas que deben surgir desde las propias administraciones públicas, ya que no es posible reducir la contaminación con medidas únicamente restrictivas. Es necesario que se fomente el transporte público urbano e interurbano y que se estimule la inversión en proyectos como la implantación de carriles para bicicletas para garantizar una circulación fluida, rápida y segura sin necesidad de desplazarse en coche.
Las restricciones que afectan a los coches que circulan por vías centrales de las principales ciudades no es algo que haya surgido en España, pero la situación ha hecho que sea necesario aplicar medidas similares a las que se llevan a cabo en otros países. Por ejemplo, en el centro de Londres es necesario pagar 12 € al día para circular por el centro, y en París se están planteando limitar el acceso a los vehículos más contaminantes. Uno de los empleados de la administración pública de la capital francesa decía recientemente en una radio nacional: “lo siento, pero no tiene sentido circular con un vehículo deportivo por una ciudad”. Esa medida, la de limitar el acceso a los vehículos más contaminantes, es la que se pretende llevar a cabo durante este año en Barcelona para reducir la contaminación, y la misma medida se llevará a cabo en 2013 con vehículos menos contaminantes. En Madrid, se ha decidido restringir el acceso al círculo que describe la M30 sobre la capital a los vehículos de más de 11 años de antigüedad, ya que se considera que son esos vehículos los que tienen una mayor emisión de gases contaminantes a la atmósfera. Por otra parte, en Sevilla se lleva a cabo una limitación en la circulación de vehículos por el casco antiguo que hace que solo puedan circular por las calles del casco antiguo los vehículos de los residentes, y durante un periodo máximo de 45 minutos. Otras ciudades como Granada decidieron repartir el uso del espacio público dependiendo del número de matrícula: los días pares podrían circular por las calles del centro solo los vehículos con matrícula acabada en número par, y los impares los vehículos con matrícula terminada en cifra impar. 

Debate sobre las medidas más efectivas

Viendo las diferentes medidas aplicadas y en proyecto de aplicación para reducir la contaminación de las ciudades surge el debate sobre cuáles son las más efectivas. Existen posturas a favor del cobro de un peaje para poder circular por el centro de las ciudades, posturas que defienden que lo más eficaz es limitar el acceso de los vehículos que no cumplan unos requisitos y que excedan el límite de contaminación, otras medidas tratan de repartir el espacio entre todos limitando únicamente el tiempo de uso del mismo, y otras proponen limitar la velocidad permitida para reducir las emisiones.
Desde las experiencias de otras ciudades del mundo podemos decir que medidas como la que se está llevando a cabo en Londres, con el cobro por hacer uso del centro con un vehículo particular, ha hecho que la contaminación se reduzca un 50%. Estocolmo, que también aplica esa medida ha reducido el tráfico y las contaminaciones en un 15%. Por otra parte, la medida de limitar el acceso a los vehículos más contaminantes ha permitido que se reduzca la contaminación en un 10% en ciudades como Berlín. Aunque ese porcentaje parezca menor, desde el Consejo Superior de Investigaciones Científicas (CSIC) aseguran que la medida que solo limita el acceso mediante un peaje permite “acceder a la ciudad con vehículos muy contaminantes y eso beneficia a los ciudadanos con mayor poder adquisitivo", y añaden que “sin reducir el número de vehículos contaminantes la lucha contra la contaminación es inviable”.
Otras medidas que se están llevando a cabo es la de designar zonas con un límite de velocidad de 80 kilómetros por hora. En Róterdam esa medida supuso la reducción de un 30% de las emisiones, y ahora se plantea su implantación en Barcelona.
En cualquier caso, los expertos hablan de la necesidad de que los vehículos más contaminantes comiencen a desaparecer y para ello la medida más efectiva a largo plazo es la de limitar su acceso al centro de las ciudades.
Métodos de combatir la contaminación.
Vivimos en un mundo donde estamos rodeados de elementos contaminantes, muchos de ellos podrían ser reducidos si todos pusiéramos de nuestra parte.
```
La contaminación es un factor muy importante que afecta a la salud de todos los ciudadanos, tanto a mayores como a pequeños.
```

Muchos factores de la contaminación que existen hoy en día no se pueden controlar, como las fábricas, industrias, calefacciones, petroquímicas... ya que son una fuente muy grande de empleo y una fuente mayor de ingresos para la economía nacional. Pero en el caso concreto de las emisiones que son producidas por los vehículos, la población, podría aportar un granito de arena para poder sobrellevar mejor dicha contaminación.
Todo lo que se pueda hacer hoy será beneficioso para el futuro y el planeta y es más, nuestra salud y las de nuestros futuros descendientes nos lo agradecerán.
Además añadir que las condiciones climatológicas son un factor muy importante para la salud del planeta, ya que si nos encontramos en un periodo donde escasea la cantidad de chubasco y lluvias se crea un ambiente "invernadero", lo cual la polución se queda centrada en las diferentes partes de la metrópolis. Lo cual nos lleva a índices muy altos de contaminación. Esto conlleva a generar una inestabilidad en el planeta y unas consecuencias bastante desfavorables para la salud de todos los ciudadanos 

En las ciudades grandes hay mucha circulación de vehículos y mucho tráfico por lo que se genera una gran contaminación por las grandes cantidades de emisiones que generan.
Para poder vivir en una ciudad más limpia de humos y reducir las tasas de contaminación, se está llevando a cabo una serie de medidas, que sido obligada derivado de los altos índices de contaminación y las pocas lluvias.
Esta medida se ya ha llevado a cabo en otras capitales del mundo occidental y se ha podido demostrar el éxito de esta.
Se trata de circular los vehículos con las matrículas número par los días pares y viceversa, los vehículos con las matrículas número impar los días impares. Con todo esto se reduciría la contaminación y se fomenta el uso del transporte público o el compartir coche con los compañeros de trabajo y vecinos.
Esta medida se ha empezado a llevar a cabo en Madrid, los días laborales de 06:30 a 21:00 horas.
Esta medida solo afecta al perímetro interior de la M-30, es decir, a los distritos de Centro, Tetuán, Chamartín, Chamberí, Salamanca, Retiró y Arganzuela.

Existen excepciones en esta medida, la limitación de la circulación a la mitad del parque móvil no afectará:
- Al transporte público colectivo.
- A las bicicletas.
- A los vehículos de personas con movilidad reducida con la autorización especial correspondiente y con el titular en el vehículo.
- A los vehículos de alta ocupación. ( se entiende con vehículos de alta ocupación aquellos que viajen tres o más pasajeros)
- A los vehículos de modelos cero emisiones, híbridos o propulsados con gas licuado de petróleo o gas natural comprimido.
- A los vehículos de servicios de emergencias.

También estarán exentos de estas medidas:
- Las motocicletas, los triciclos y los ciclomotores.
- Las camiones de distribución de mercancías y las camionetas de mudanzas.
- Las grúas.
- Los coches de autoescuelas.
- Los vehículos municipales de atención de incidencia.
- Las unidades móviles de producción y retransmisión audiovisual.

En caso de no cumplir con este nuevo método, el conductor infractor será sancionado con una multa dineraria de noventa euros, reduciéndose a cuarenta y cinco euros si se paga en el momento.
Es una medida para la fomentación de los ciudadanos y para poder conseguir una ciudad más limpia.
Sabemos que hoy en día el vehículo es una herramienta imprescindible para el día a día y mucho más cuando se trata de ciudades tan pobladas, para ello además de realizar estas medidas de control de circulación, se debería promocionar la compra de los vehículos híbridos y eléctricos ya que son un modo de transporte mucho más ecológico.